# Otophorus haemorrhoidalis
Otophorus haemorrhoidalis är en skalbaggsart som beskrevs av Carl von Linné 1758. Otophorus haemorrhoidalis ingår i släktet Otophorus och familjen Aphodiidae. Inga underarter finns listade i Catalogue of Life.